# Hoot Toot
Hoot Toot è un cortometraggio muto del 1918 diretto da James D. Davis.

## Produzione
Il film fu prodotto dalla Century Film.

## Distribuzione
Distribuito dall'Universal Film Manufacturing Company, il film - un cortometraggio in due bobine - uscì nelle sale cinematografiche USA il 28 agosto 1918.